# Armada maritima
Armada maritima är en fjärilsart som beskrevs av Brandt 1939. Armada maritima ingår i släktet Armada och familjen nattflyn. Inga underarter finns listade i Catalogue of Life.